# Cappella degli Scrovegni

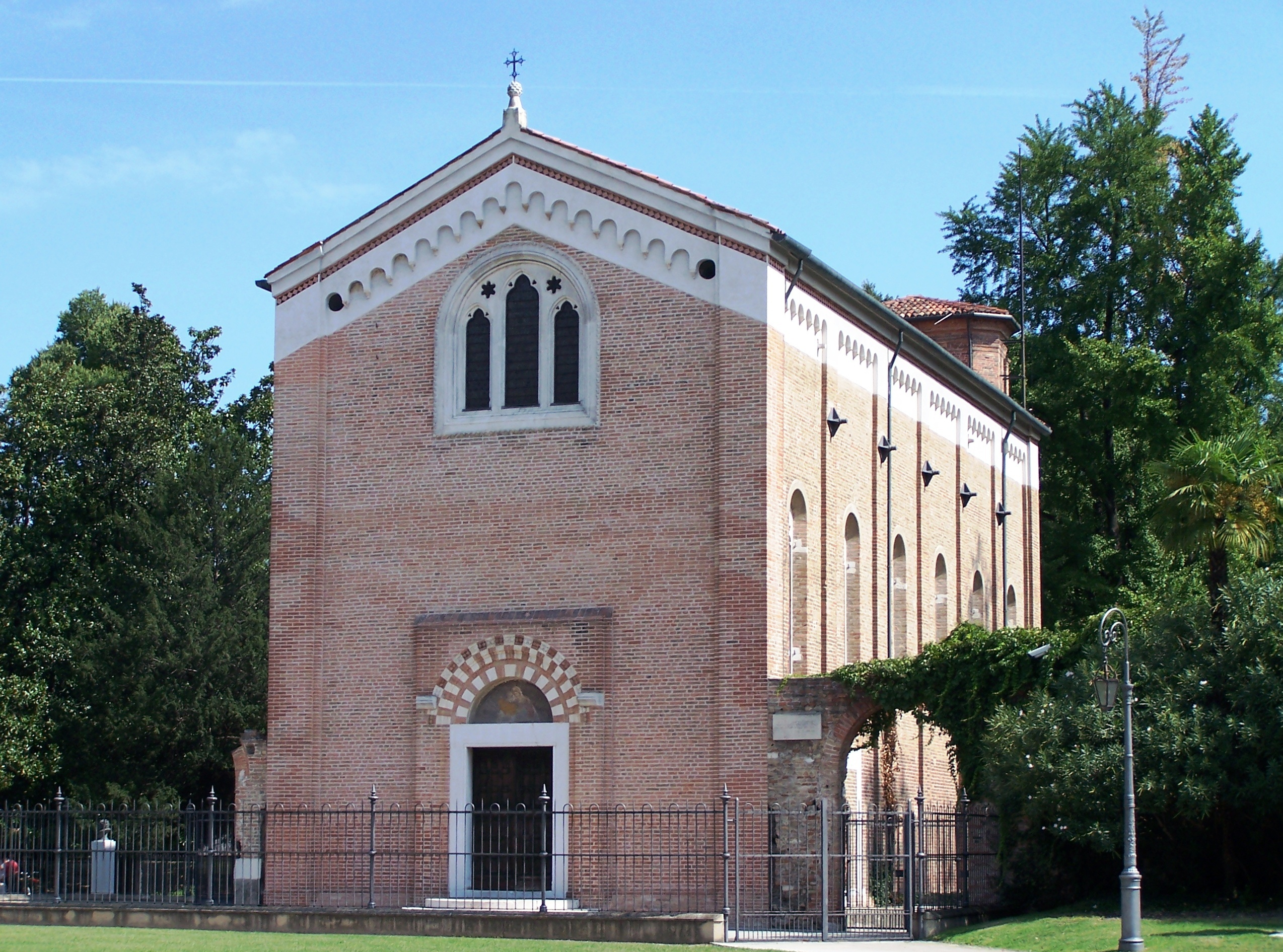
Cappella degli Scrovegni, em Pádua

A Cappella degli Scrovegni, também conhecida como Capela Arena é uma pequena igreja em Pádua, na região do Vêneto, Itália. Ela contém um ciclo de afrescos de Giotto, executados em 1304-06, que é uma das mais importantes obras-primas da arte ocidental. A igreja fica ao lado de um mosteiro agostiniano, o Monastero degli Eremitani. A capela e o mosteiro fazem agora parte do complexo dos Museus Cívicos de Pádua.
A igreja foi dedicada a Santa Maria della Carità na Anunciação, 1303. O ciclo de afresco de Giotto enfoca a vida da Virgem e celebra seu papel na salvação humana. A capela também é chamada de Capela Arena porque foi construída em uma área comprada por Enrico Scrovegni, que era o local de um anfiteatro romano, onde ocorriam procissões ao ar livre e representações sagradas da Anunciação. Um moteto de Marchetto da Padova parece ter sido composto para a dedicação em 25 de março de 1305.
O rico banqueiro Enrico degli Scrovegni construiu a capela particular em um local que tinha acesso direto para o palazzo da família. Ele encomendou a Giotto a decoração. Sua motivação foi desconhecida, mas muitos acreditam que Enrico construiu a capela como uma penitência por causa dos pecados de seu pai. Enrico dedicou um parágrafo de seu testamento ao desejo de que seus herdeiros preservassem o local. O pai de Enrico, Reginaldo degli Scrovegni, era o usurário de Dante Alighieri no sétimo círculo do Inferno, na obra "Divina Comédia". O túmulo de Enrico está na abside e ele foi pintando como se estivesse no Juízo Final, apresentando um modelo da capela à Virgem, o que sugere que ele estava preocupado com seu bem-estar após a morte. Embora a capela tivesse uma função privada, foi aberta também a celebrações da cidade.
Em 2021, os afrescos da Capela foram declarados como Patrimônio Mundial pela UNESCO.

## Ciclo de afrescos de Giotto na Capela degli Scrovegni

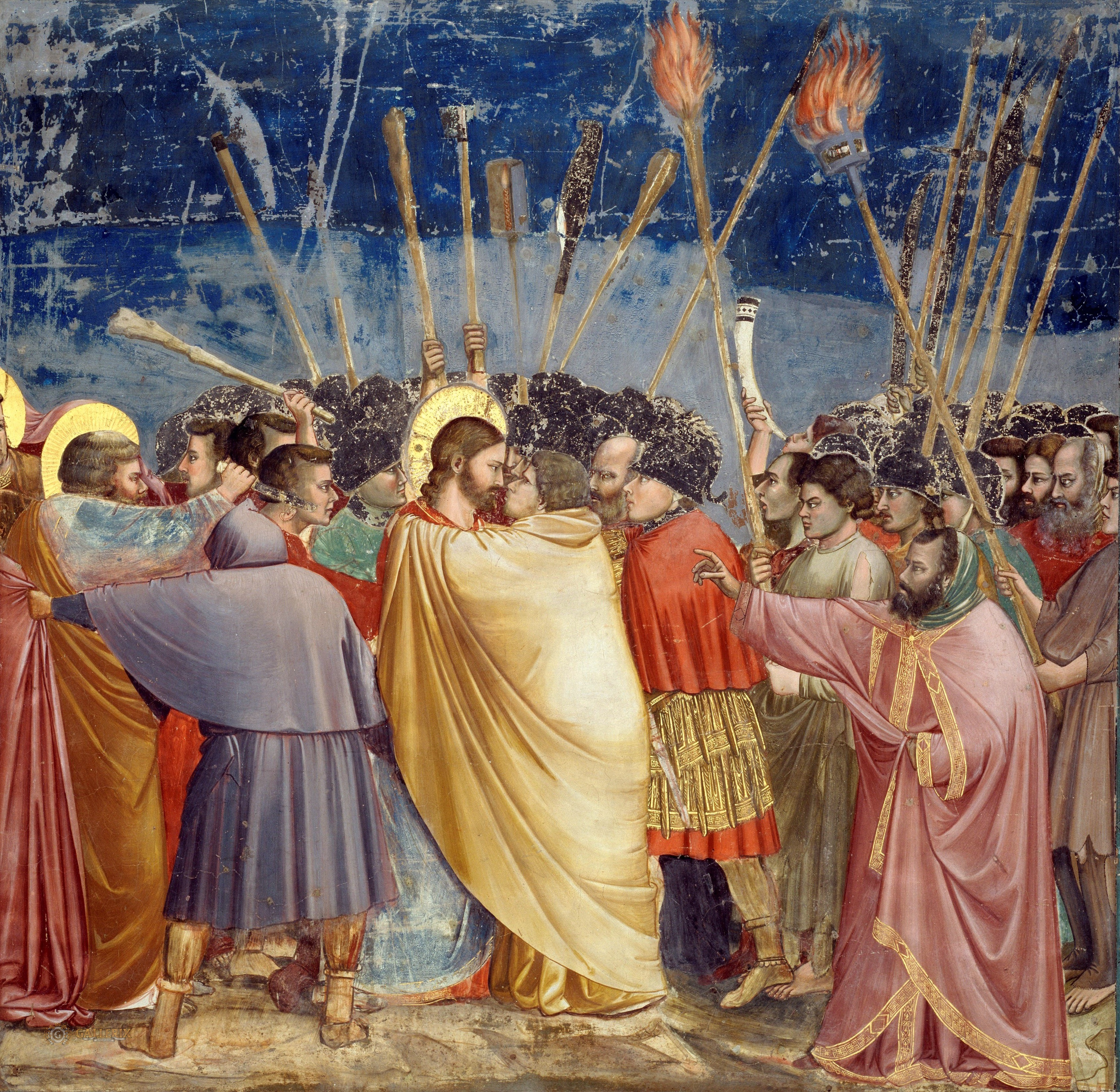
O Beijo de Judas

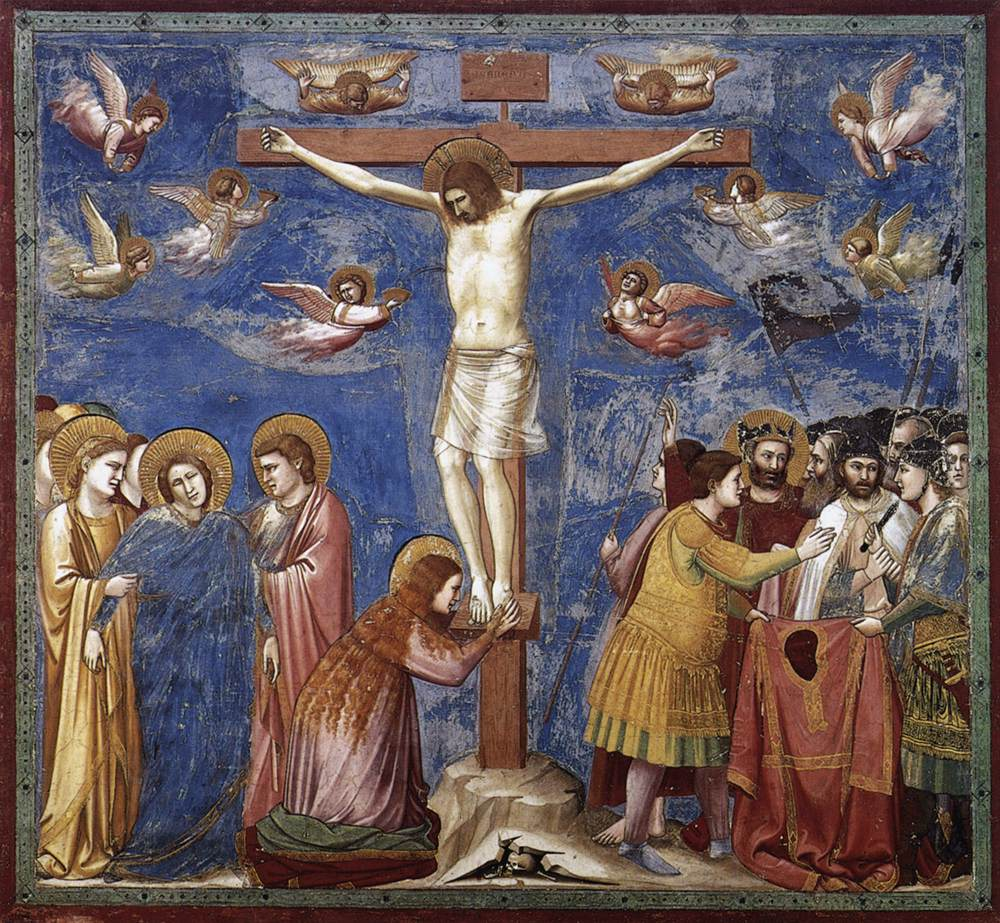
Crucificação

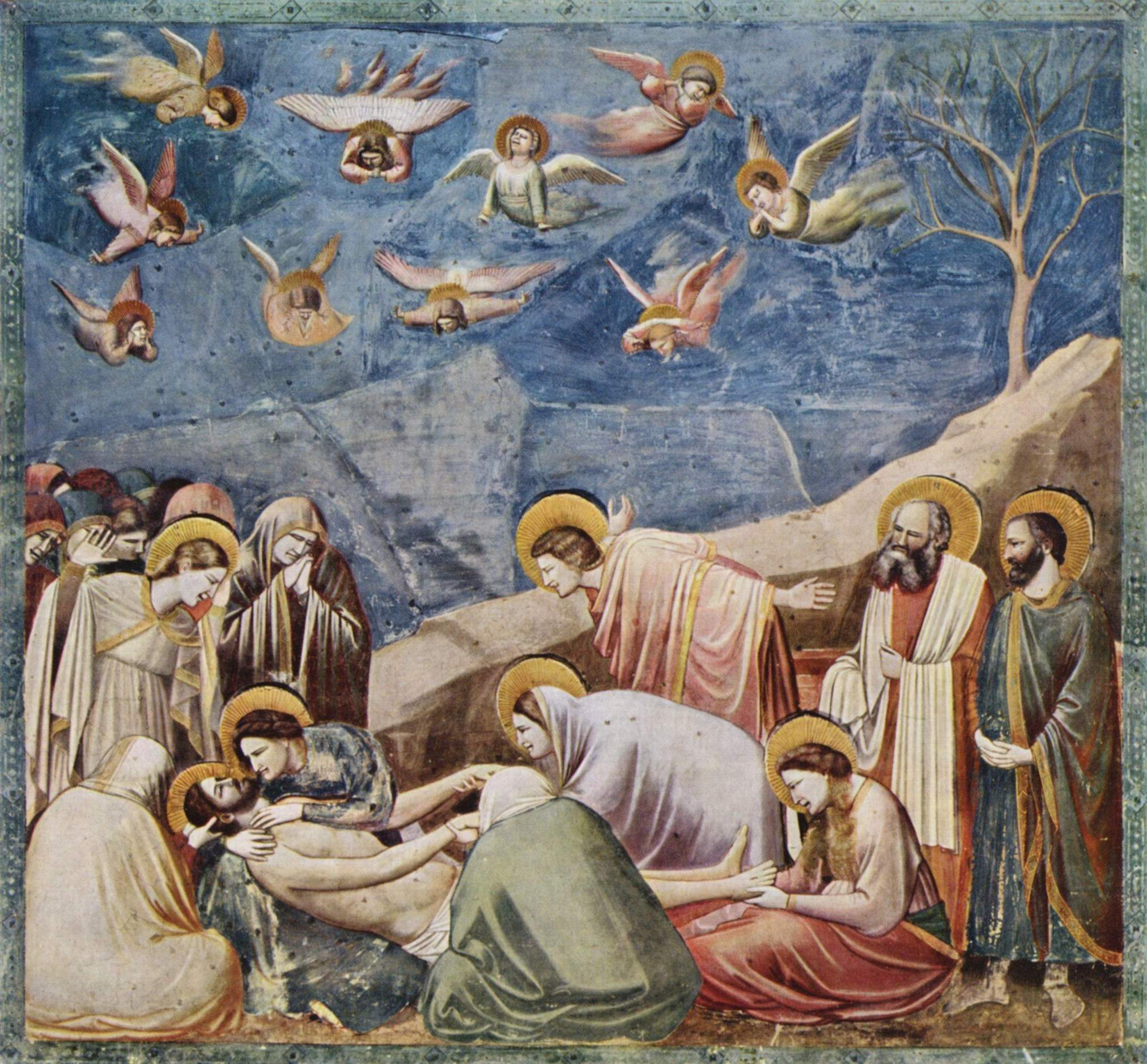
A Lamentação

- Joaquim é expulso do templo de Deus
- Prelúdio às histórias de Maria
- Prelúdio às histórias de Cristo
- Joaquim entre os pastores
- Um anjo aparece para Santa Ana nas preces
- Joaquim sacrifica um cabrito ao Senhor
- O sonho de Joaquim
- Joaquim e Ana se encontram na Porta Dourada de Jerusalém
- Natividade de Nossa Senhora
- Apresentação de Nossa Senhora
- Casamento da Virgem
- Cortejo nupcial
- Missão da Anunciação para Maria
- Anunciação
- Visitação
- Apresentação de Jesus no Templo
- Fuga para o Egito
- Massacre dos Inocentes
- Jesus entre os doutores
- Batismo de Jesus
- Bodas de Caná
- Ressurreição de Lázaro
- Entrada triunfal em Jerusalém
- Expulsão dos vendilhões do Templo
- Traição de Judas
- Última Ceia
- Lava-pés
- Beijo de Judas
- Jesus perante Caifás
- Flagelação de Jesus
- A ascensão ao Calvário
- Crucificação de Jesus
- Lamentação de Cristo
- Ressurreição de Jesus
- Ascensão de Jesus
- Pentecostes
- Juízo Final
- Alegoria de As Virtudes e os Vícios

1. editado por TGio

## Imagens
| Imagem | Nome                                          | Dimensão (cm) | Imagem | Nome                                    | Dimensão (cm) |
| ------ | --------------------------------------------- | ------------- | ------ | --------------------------------------- | ------------- |
|        | A Expulsão de Joaquim                         | 200x185       |        | O Nascimento da Virgem                  | 200x185       |
|        | Joaquim entre os Pastores                     | 200x185       |        | Apresentação da Maria no Templo         | 200x185       |
|        | Anunciação a Santa Ana                        | 200x185       |        | Apresentação das Varas no Templo        | 200x185       |
|        | Oferenda de Joaquim                           | 200x185       |        | Oração dos Requerentes                  | 200x185       |
|        | Sonho de Joaquim                              | 200x185       |        | Bodas da Virgem                         | 200x185       |
|        | Joaquim e Ana encontram-se no Portão Dourado  | 200x185       |        | Procissão Nupcial                       | 200x185       |
|        | Anunciação - O Anjo Gabriel, Enviado por Deus | 150x195       |        | Anunciação - A Virgem Recebe a Mensagem | 150x195       |

### A Vida de Cristo
| Imagem | Nome                              | Dimensão (cm) | Imagem | Nome                              | Dimensão (cm) |
| ------ | --------------------------------- | ------------- | ------ | --------------------------------- | ------------- |
|        | Visitação                         | 150x140       |        | Traição de Judas                  | 150x140       |
|        | Natividade - Nascimento de Jesus  | 200x185       |        | Última Ceia                       | 200x185       |
|        | Adoração dos Magos                | 200x185       |        | Lavagem dos Pés                   | 200x185       |
|        | Apresentação de Cristo no Templo  | 200x185       |        | Prisão de Cristo (Beijo de Judas) | 200x185       |
|        | Fuga para o Egito                 | 200x185       |        | Cristo perante Caifás             | 200x185       |
|        | Massacre dos Inocentes            | 200x185       |        | Cristo Humilhado                  | 200x185       |
|        | Cristo entre os Doutores          | 200x185       |        | Caminho para o Calvário           | 200x185       |
|        | Batismo de Cristo                 | 200x185       |        | Crucificação                      | 200x185       |
|        | Bodas de Canaã                    | 200x185       |        | Lamento (Velório de Cristo)       | 200x185       |
|        | Ressurreição de Lázaro            | 200x185       |        | Ressurreição (Noli me tangere)    | 200x185       |
|        | Entrada em Jerusalém              | 200x185       |        | Ascensão                          | 200x185       |
|        | Expulsão dos Vendilhões do Templo | 200x185       |        | Pentecostes                       | 200x185       |
|        | Coretto                           | 150x140       |        | Coretto                           | 150x140       |

### Vícios e Virtudes
| Imagem | Name       | Dimensão (cm) | Imagem | Name         | Dimensão (cm) |
| ------ | ---------- | ------------- | ------ | ------------ | ------------- |
|        | Prudência  | 120x60        |        | Loucura      | 120x55        |
|        | Retidão    | 120x55        |        | Inconstância | 120x55        |
|        | Temperança | 120x55        |        | Ira          | 120x55        |
|        | Justiça    | 120x60        |        | Injustiça    | 120x60        |
|        | Fé         | 120x55        |        | Infidelidade | 120x55        |
|        | Caridade   | 120x55        |        | Inveja       | 120x55        |
|        | Esperança  | 120x60        |        | Desespero    | 120x60        |

| Imagem | Nome                           | Dimensão (cm) |
| ------ | ------------------------------ | ------------- |
|        | Abóbada                        |               |
|        | A Missão da Anunciação a Maria | 230x690       |
|        | Juízo Final                    | 1000x840      |
|        | Circuncisão                    | 200x40        |
|        | Crucificação                   | 223x164       |